# Біддінггейзен
Біддінггейзен (нід. Biddinghuizen, нід. вимова: [ˌbɪdɪŋˈɦœyzə(n)]) — село в нідерландській провінції Флеволанд. Входить до муніципалітету Дронтен.